# Une grande vie
Pour plus de détails, voir Fiche technique et Distribution.
Une grande vie (en russe : Bolshaya zhizn, Большая жизнь) est un film soviétique réalisé par Leonid Loukov et sorti en 1939.
Le film est basé sur le scénario de Pavel Niline (en), d'après son propre roman L'homme gravit la pente. Petites scènes de vie ordinaire, publié dans la revue Novy Mir en 1936,,. Le film, qui a attiré 18,6 millions de téléspectateurs, a valu à Niline et à Loukov le prix Staline de deuxième classe, reçu le 15 mars 1941.
Après la guerre, Leonid Loukov réalise une deuxième partie, sortie en 1946,.

## Synopsis
L'histoire se déroule dans un petit village du Donbass où le jeune ingénieur Petukhov développe une méthode révolutionnaire d'extraction du charbon qui divise l'opinion et échauffe les esprits. Pendant que les opposants et les partisans de la méthode font valoir leurs arguments, l'un des abatteurs Khariton Baloun, une force de la nature, passe son temps en compagnie d'amateurs de la boisson Vania Kourski et Makar Liagotine. On le croit perdu. Seul le vétéran de la mine Kozodoev décèle chez lui un talent véritable et l'incite à revenir dans le droit chemin. Il est aidé dans cette tache par le secrétaire du parti communiste local Khadarov et Sonia Ossipova amoureuse de Khariton. 
Afin d'empêcher la mise en place de nouveaux dispositifs élaborés par Petukhov, les ennemies préparent un sabotage et seul le hasard empêche l'effondrement complet de la mine. Le vieux Kozodoev est sérieusement blessé. Khariton Balun considère qu'il est de son devoir de reprendre le flambeau et rassemble une équipe de mineurs avec laquelle il établit un nouveau record d'extraction de charbon. 

## Fiche technique
- Réalisation : Leonid Loukov
- Scénario : Pavel Niline (en)
- Photographie : Ivan Chekker
- Production : Studio Dovjenko
- Pays :  Union soviétique
- Genre : comédie dramatique
- Durée : 94 minutes
- Sortie : 1939
- Paroles de chanson Dorment les kourganes sombres (Спят курганы тёмные)  : Boris Laskine
- Musique : Nikita Bogoslovski

Le film a également popularisé la chanson populaire Le Chant du conducteur de tank

## Distribution
- Ivan Peltser : Kouzma Kozodoev, mineur stakhanoviste
- Ivan Novoseltsev : Khadarov, secrétaire du parti communiste local
- Stepan Kaïoukov : Saveli Oussynine
- Yuri Lavrov : Ivan Kuzmine
- Mark Bernes : Boris Petukhov, jeune ingénieur
- Vera Cherchneva : Sonia Ossipova
- Boris Andreïev : Khariton Baloun
- Piotr Aleïnikov : Vania Kourski
- Lydia Kartacheva : la femme de Kozodoev
- Lavrenti Masokha : Makar Liagotine
- Vassili Zaïtchikov : Nikifor Ivanov
- Viktor Arkasov : Bugorkov
- Grigori Lioubimov : Zakharov
- Anton Dounaïski : Korzinkin (non crédité)
- Nikolaï Krioutchkov : officier de NKVD (non crédité)
- Emiliya Milton : Lida Ivanova (non créditée)
- Vladimir Popov : Kiritchenko (non créditée)
- Sergueï Blinnikov : Konstantin Ivanovich, directeur du combinat
- Alekseï Krasnopolski : Ilya Morozov
- Aleksandra Popova : Zina
- Lidia Smirnova : Jenia Bousslaïeva
- Alekseï Konsovski : Alecha